# Voldemārs
Voldemārs ist als eine lettische Form von Waldemar bzw. Woldemar ein lettischer männlicher Vorname. Der Namenstag in Lettland ist der 11. Dezember. Die estnische Form des Namens ist Voldemar.

## Namensträger
- Voldemārs Irbe (1893–1944), lettischer Maler
- Voldemārs Lūsis (* 1974), lettischer Leichtathlet
- Voldemārs Plade (1900–1961), lettischer Fußballspieler
- Voldemārs Roze (1897–1939), lettischer Revolutionär und sowjetischer Offizier
- Voldemārs Veiss (1899–1944), Oberstleutnant der lettischen Armee und Nazi-Kollaborateur
- Voldemārs Zāmuels (1872–1948), lettischer Politiker und Ministerpräsident